# HYDE ACOUSTIC CONCERT 2019 黑ミサ BIRTHDAY -WAKAYAMA-
『HYDE ACOUSTIC CONCERT 2019 黑ミサBIRTHDAY -WAKAYAMA-』（ハイド アコースティックコンサート にせんじゅうきゅう くろミサバースデイ -わかやま-）は、日本のロックバンド・L'Arc〜en〜Ciel、VAMPSのボーカリストで、シンガーソングライターであるHYDEのライヴビデオ。2020年1月29日発売。発売元はVirgin Music。

## 解説
ライヴビデオ『FAITH LIVE』以来約13年2ヶ月ぶり3作目となる映像作品のリリース。
本作品は、HYDEが2019年1月に開催したアコースティックコンサートツアー「HYDE ACOUSTIC CONCERT 2019 黑ミサ BIRTHDAY」の和歌山での最終公演の模様を収録したライヴビデオである。「黒ミサ」は2014年以降、HYDEが毎冬に北海道・富良野にて行っているファンクラブディナーショーのタイトルであり、今回のツアーではこれの派生企画として幕張メッセ2公演に加え、HYDEの地元・和歌山で3公演が開催されている。なお、このツアーのステージには、ダブルカルテット、ピアノ、ギター、ベース、ドラム、パーカッション、フルート、クラリネット、コーラスの総勢17名からなるオーケストラ編成が据えられている。ちなみに、本作に収録された和歌山公演は、HYDEの50歳の誕生日となる2019年1月29日に開催されており、自身の出身地で開催する初めてのバースデーコンサートになっている。
HYDEはツアーを終えた後に受けたインタビューの中で、今回地元の和歌山にスポットを当てたことについて「2017年に幕張メッセで（黒ミサを）開催したときに大きな反響があって。その後、「黑ミサ」をアジアでやってほしいという要望を受けて2018年にアジアツアーをしたときにも反響があったので、"これだけ人気があるんだったら、自分の誕生日に地元の大きな会場でやるにはすごくちょうどいいんじゃないか"と思ったんです。和歌山出身の人間としてはいつか和歌山ビッグホエールでライブをやりたいとは思ってた」と述べている。
セットリストは、自身のキャリアを総括するような構成になっており、ソロ名義で発表した楽曲に限らず、L'Arc〜en〜CielやVAMPSの楽曲、過去にカバーした他アーティスト楽曲が組みこまれている。なお、すべての楽曲にオーケストラアレンジが施されており、編曲は2018年からHYDEのライヴツアーでサポートを務める堀向彦輝（a.k.a hico）の他、前嶋康明、Tak Miyazawa、Ippei Inoueが担当している。ちなみに今回HYDEは、自身のソロ楽曲を6曲（フィーチャリングソング2曲含む）、L'Arc〜en〜Cielの楽曲を10曲、VAMPSの楽曲を2曲、過去にカバーした楽曲を1曲披露している。
余談だが、本作に収録された1月29日の和歌山公演では、Ken（L'Arc〜en〜Ciel）がサプライズゲストとして出演しており、L'Arc〜en〜Cielの楽曲「White Feathers」をHYDEとともに披露している。HYDE曰く、公演にKenが登場すること、そしてこの曲をオーケストラメンバーが演奏できたことは、自身にとって本当にサプライズだったといい、HYDEは公演後に受けたインタビューで「知ってたらあんな反応しませんよ！（笑）」「何もかもが驚きでしたね。Kenさんが来たのも驚きだったし、ギターがステージにあったのにも驚いたし、みんながいきなり演奏し始めたのもびっくりしたし…もうすべてがサプライズで完全にしてやられました。自分のライブに華を添えていただいた感じでした」とコメントしている。
フィジカルはBlu-ray Disc及びDVDの2形態で発売され、Blu-ray版は初回限定盤（2BD+2CD+BOOKLET+GOODS）と通常盤（BD）の2形態、DVD版は通常盤（DVD）の1形態でリリースされた。いずれの形態においても、サプライズゲストとして出演したKen（L'Arc〜en〜Ciel）のMCの一部を除きライヴ本編の模様が完全ノーカットで収録されており、歌詞を字幕として表示できる仕様で収められている。また、初回限定盤には1月29日公演の前夜祭となる「HYDE ACOUSTIC CONCERT 2019 黒ミサ BIRTHDAY EVE HYDEIST ONLY」の模様やコンサートの舞台裏などを撮影したドキュメンタリー映像が収録されたBlu-rayに加え、ライヴ音源を収録した2枚組CD、全曲解説付きブックレット、「和歌山市ふるさと観光大使名刺」が同梱されている。

## 収録曲
1. JESUS CHRIST
2. A DROP OF COLOUR
3. EVERGREEN
4. SHALLOW SLEEP
5. DEPARTURES
6. ZIPANG (Japanese Version)
7. 叙情詩
8. LORELEY
9. In the Air
10. flower
11. Red Swan
12. VAMPIRE'S LOVE (Japanese Version)
13. HONEY
14. X X X
15. forbidden lover
16. 永遠
17. MEMORIES
18. 星空
19. White Feathers

## 初回限定盤付属Blu-ray Disc
HYDE ACOUSTIC CONCERT 2019 黒ミサ BIRTHDAY -WAKAYAMA- DOCUMENTARY
2019年1月28日にファンクラブ会員限定で開催された、和歌山ビッグホエール公演の前夜祭となるコンサート「HYDE ACOUSTIC CONCERT 2019 黒ミサ BIRTHDAY EVE HYDEIST ONLY」の模様の他、コンサートの舞台裏などを撮影したドキュメンタリー映像を収録。

## 初回限定盤付属CD
『HYDE ACOUSTIC CONCERT 2019 黒ミサ BIRTHDAY -WAKAYAMA-』
| #  | タイトル                      | 作詞                   | 作曲                   | 編曲         |
| -- | ----------------------------- | ---------------------- | ---------------------- | ------------ |
| 1. | 「JESUS CHRIST」              | HYDE                   | HYDE                   | 前嶋康明     |
| 2. | 「A DROP OF COLOUR」          | HYDE                   | HYDE                   | hico         |
| 3. | 「evergreen」                 | HYDE                   | HYDE                   | hico         |
| 4. | 「SHALLOW SLEEP」             | HYDE                   | HYDE                   | hico         |
| 5. | 「DEPARTURES」                | 小室哲哉               | 小室哲哉               | Ippei Inoue  |
| 6. | 「ZIPANG (Japanese Version)」 | HYDE, Nicholas Furlong | HYDE, Nicholas Furlong | hico         |
| 7. | 「叙情詩」                    | hyde                   | ken                    | Tak Miyazawa |
| 8. | 「LORELEY」                   | hyde                   | hyde                   | Ippei Inoue  |
| 9. | 「In the Air」                | hyde                   | hyde                   | Ippei Inoue  |

| #   | タイトル                              | 作詞    | 作曲    | 編曲        |
| --- | ------------------------------------- | ------- | ------- | ----------- |
| 1.  | 「flower」                            | hyde    | hyde    | hico        |
| 2.  | 「Red Swan」                          | YOSHIKI | YOSHIKI | hico        |
| 3.  | 「VAMPIRE'S LOVE (Japanese Version)」 | HYDE    | HYDE    | Ippei Inoue |
| 4.  | 「HONEY」                             | hyde    | hyde    | hico        |
| 5.  | 「X X X」                             | hyde    | hyde    | hico        |
| 6.  | 「forbidden lover」                   | hyde    | ken     | Ippei Inoue |
| 7.  | 「永遠」                              | hyde    | hyde    | Ippei Inoue |
| 8.  | 「MEMORIES」                          | HYDE    | K.A.Z   | hico        |
| 9.  | 「星空」                              | hyde    | hyde    | Ippei Inoue |
| 10. | 「White Feathers」                    | hyde    | ken     | hico        |

## 演奏メンバー
フィジカルに付属するブックレットより転載。日本語表記が確認出来ない部分に関しては原文ママとする。
| - HYDE：Vocal - hico：Band Master, Piano - YUKI（Rayflower、DUSTAR-3）：Guitar - 砂山淳一：Bass - 城戸紘志：Drums - 野崎めぐみ：Percussion - 赤木香菜子：Flute - 大橋裕子：Clarinet - 納富彩歌、川口静華：1st Violin - 亀田夏絵、小寺里奈：2nd Violin | - 山田那央、二木美里、金孝珍：Viola - 今井香織、友納真緒、原口梓：Cello - 竹本健一、稲泉りん：Chorus - ken（L'Arc〜en〜Ciel）：Special Guest, Guitar - hico：Orchestral Arrangement（#2,3,4,6,10,11,13,14,17,19） - Ippei Inoue：Orchestral Arrangement（#5,8,9,12,15,16,18） - 前嶋康明：Orchestral Arrangement（#1） - Tak Miyazawa：Orchestral Arrangement（#7） |